# Panton (Woyla)
Panton is een bestuurslaag in het regentschap Aceh Barat van de provincie Atjeh, Indonesië. Panton telt 181 inwoners (volkstelling 2010).